# 海洋传奇
《海洋传奇》（英語：Legend of the Ocean）是2023年7月1日在中国大陆上映的科幻片，导演和编剧是刘红梅、孙一曦，主演朱媛媛、黄志忠、克拉拉、汪卓成、王骏迪。

## 演员
- 朱媛媛 出演 小海妈妈
- 谭凯 出演 小海爸爸
- 克拉拉 出演 陆思
- 黄志忠 出演 秦馆长
- 汪卓成 出演 余洋
- 王骏迪 出演 希希妈妈
- 汪煜轩 出演 刘小海
- 万子晴 出演 尹希希
- 贺淑婧 出演 贺老师
- 高宇航 出演 尹部长
- 姚迪 出演 黄冬冬
- 孟芷旭 出演 孙芊芊
- 张诣文含 出演 曾未来

## 曲目
| 曲序 | 曲目                   |      | 作曲 | 歌手   |
| ---- | ---------------------- | ---- | ---- | ------ |
| 1.   | 《小小心愿》（主题曲） | 王腾 | 王腾 | 汪煜轩 |

## 制作
该片主演是在山东省青岛市海昌极地海洋公园取景。